# Округ Лајон (Канзас)
Округ Лајон (енгл. Lyon County) је округ у америчкој савезној држави Канзас. По попису из 2010. године број становника је 33.690. Седиште округа је град Емпорија.

## Демографија
Према попису становништва из 2010. у округу је живело 33.690 становника, што је 2.245 (6,2%) становника мање него 2000. године.
| Група             | 2000.          | 2010.          |
| Белци             | 27.786 (77,3%) | 24.704 (73,3%) |
| Афроамериканци    | 815 (2,3%)     | 819 (2,4%)     |
| Азијати           | 733 (2,0%)     | 781 (2,3%)     |
| Хиспаноамериканци | 6.010 (16,7%)  | 6.755 (20,1%)  |
| Укупно            | 35.935         | 33.690         |